# マロ＝ルノー
マロ＝ルノーのペンネームで知られるエミール・オーギュスト・ルノー（ Émile Auguste Renault、ペンネーム:Malo-Renault、1870年10月5日 - 1938年7月19日）は、フランスの版画家、イラストレーターである。

## 略歴
ブルターニュ地方、イル＝エ＝ヴィレーヌ県の港町サン・マロで生まれた。幼い頃から絵が好きで、1883年からサン＝マロの学校の美術教師であったAuguste Lemoine (1848-1909)に絵や版画を学んだ。
パリに出て国立高等装飾美術学校に入学し、版画家のステファヌ・パンネマーケル（Stéphane Pannemaker: 1847-1930）に学んだ。1897年にパリ国立高等美術学校で美術を学んでいたオノリーヌ（Honorine Césarine Tian: 1871-1953）と結婚した
。オノリーヌは「ノリ・マロ＝ルノー(Nori Malo-Renault)」のペンネームで版画家として活躍することになる。妻の協力も得て、版画家としての活動を始め、象徴主義の作家ポール・アダム（Paul Adam: 1862-1920）の『Le Serpent Noir』の多色版画を制作した。
1903年から1928年の間、国民美術協会の展覧会に多くの作品を出展し、1910年に国民美術協会の会員になった
。私立の通信制の美術学校「École ABC de Paris」でデッサンを教えた。
1938年にル・アーヴルでバイクに轢かれる事故で亡くなった。
多色の版画を得意とし、ドライポイントやエッチング、木版などの技法の版画を制作した。

## 作品

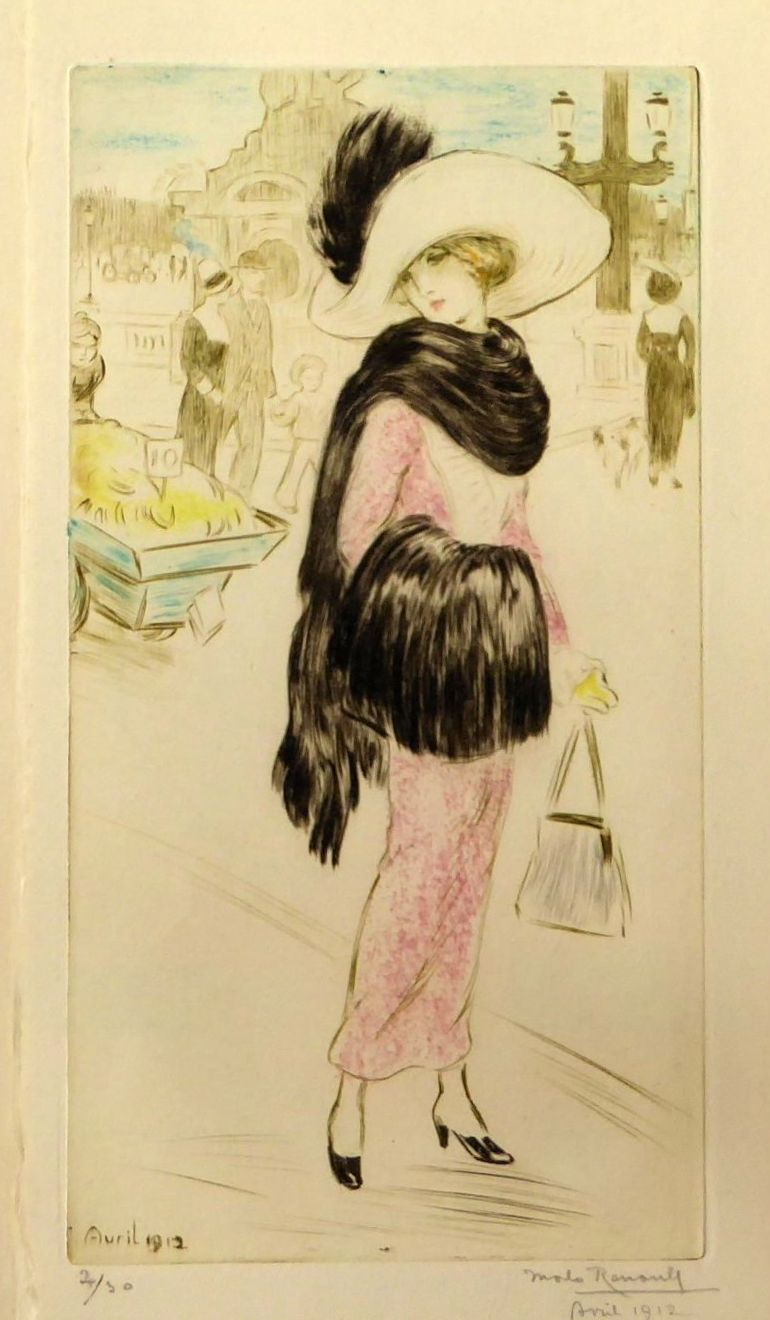
ドライポイント版画、"Les Mois de l'année" (1912)
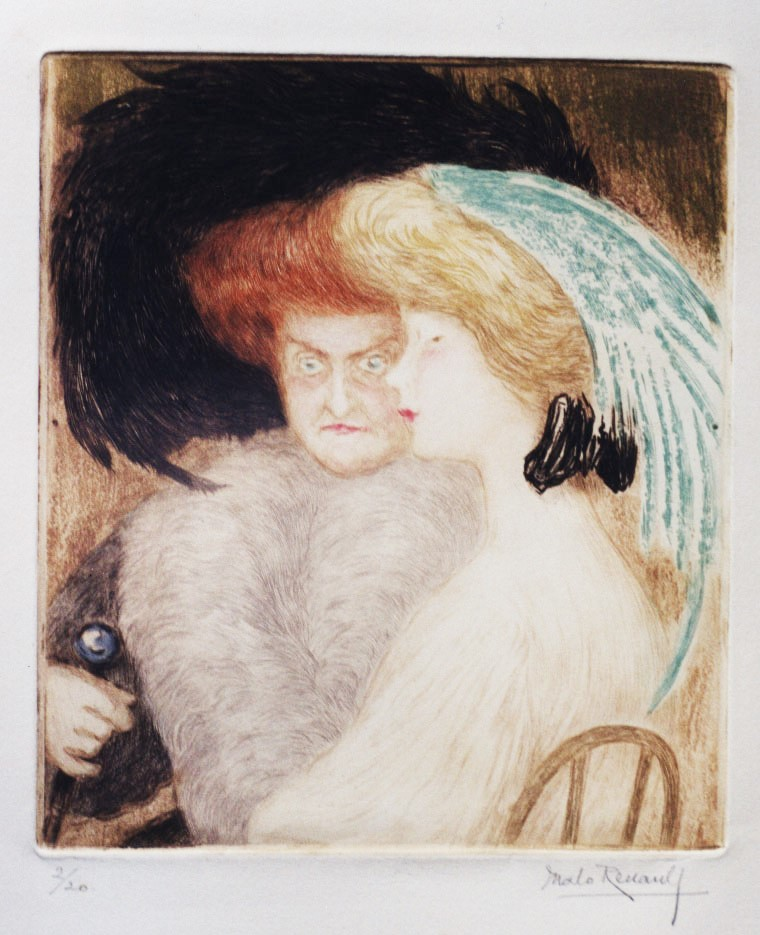
母と娘 (c.1910)
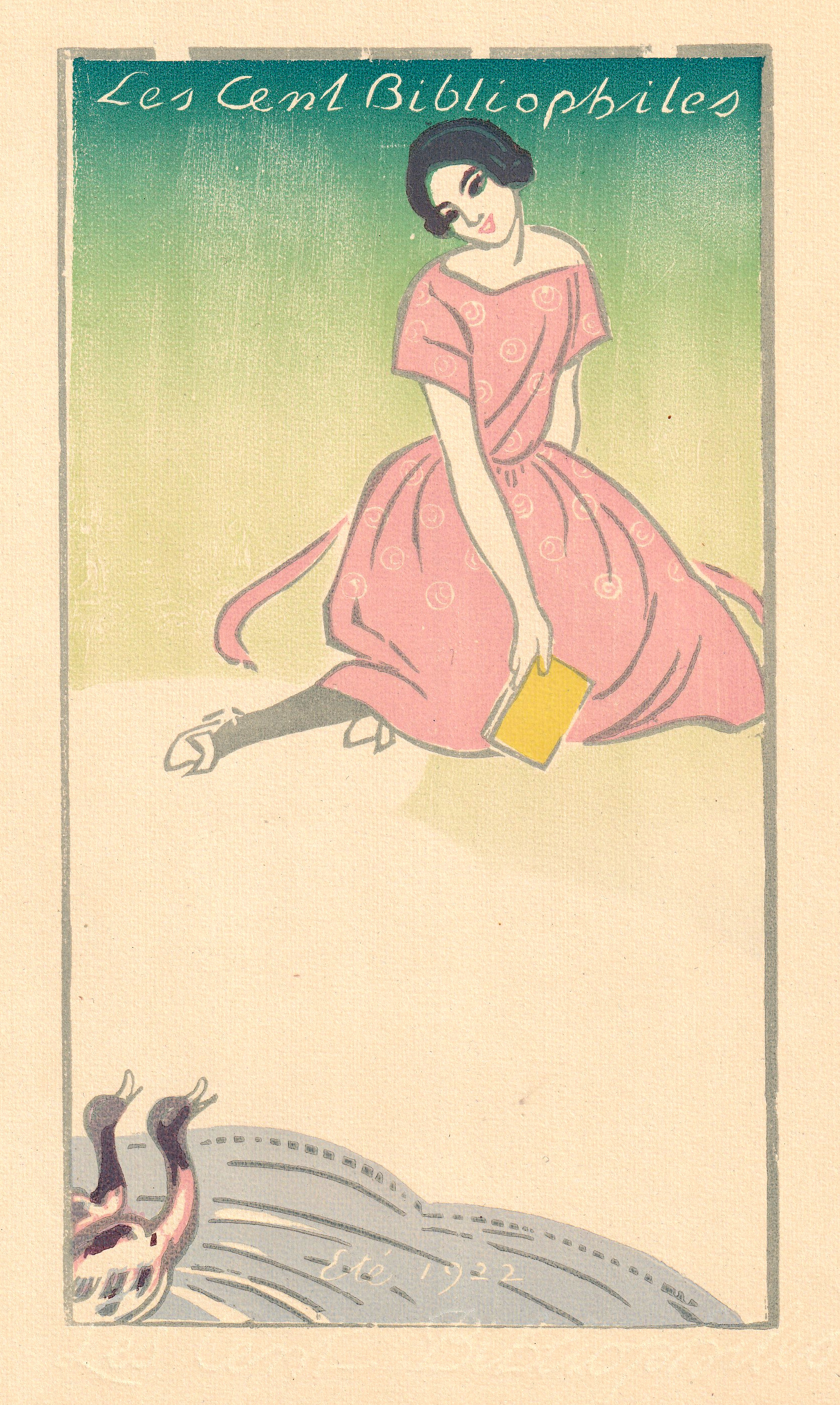
多色木版画 (1922)
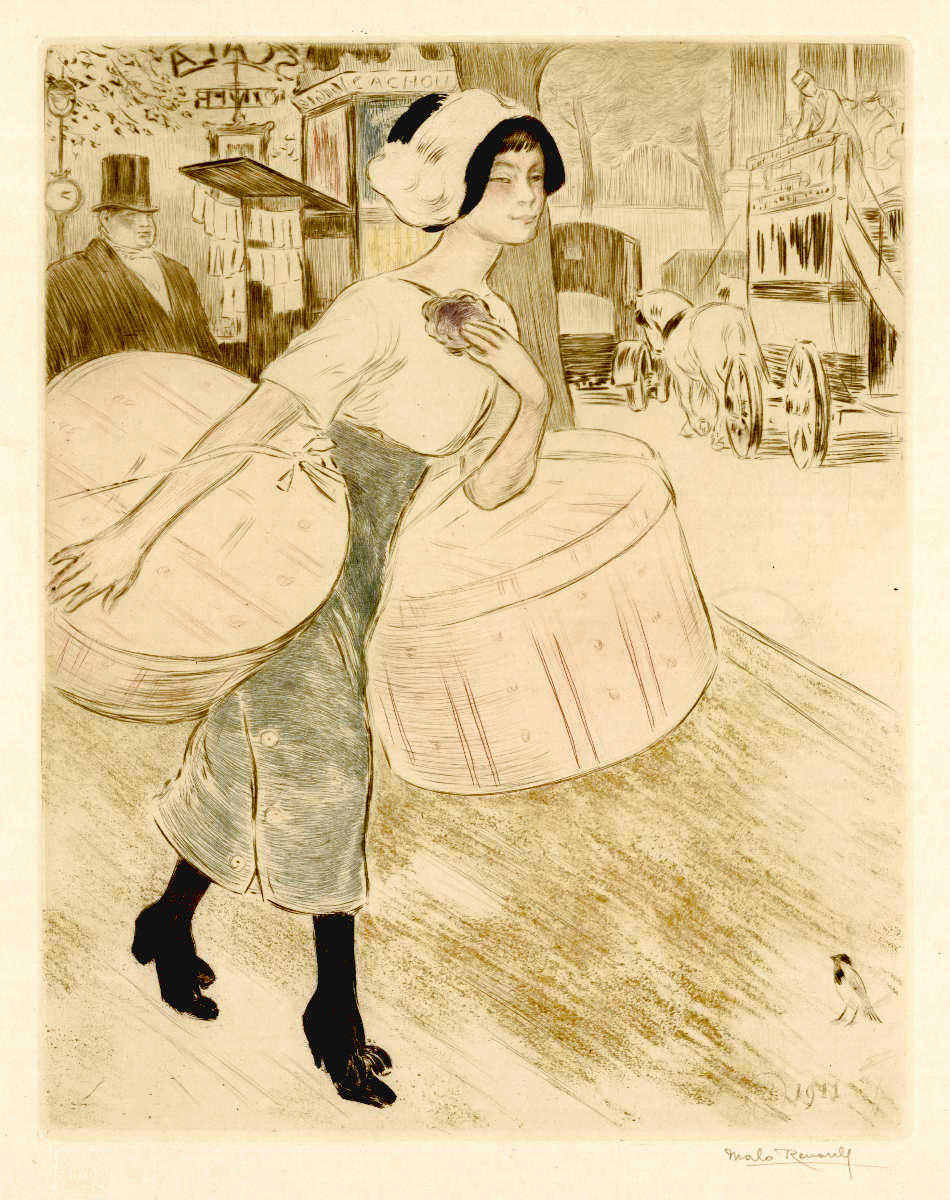
若い女の子が「小走り」して、クライアントへの冒険のために2つのかさばる帽子をかぶっています...Trottin (1911)

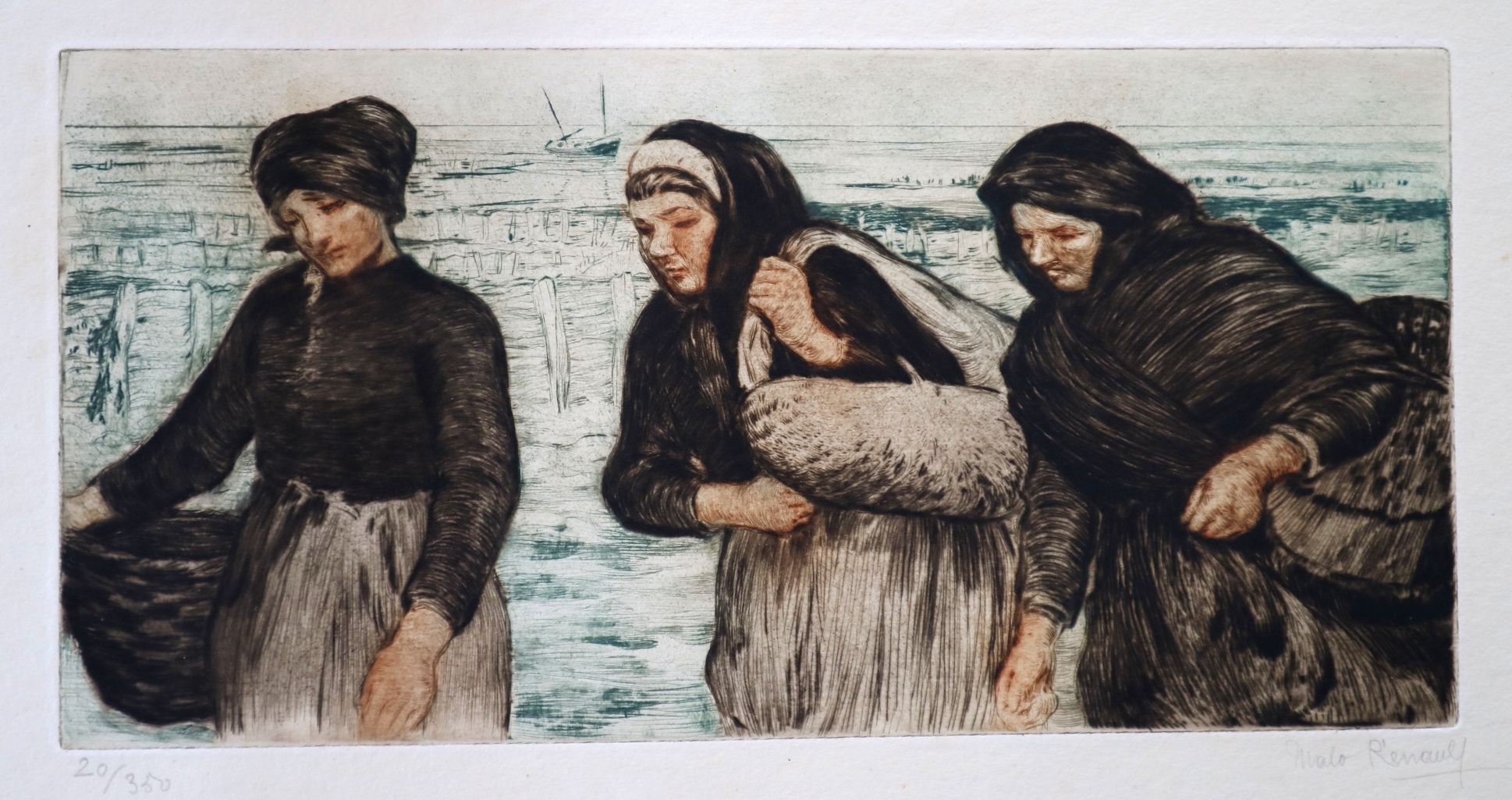
カンカルの女性たち
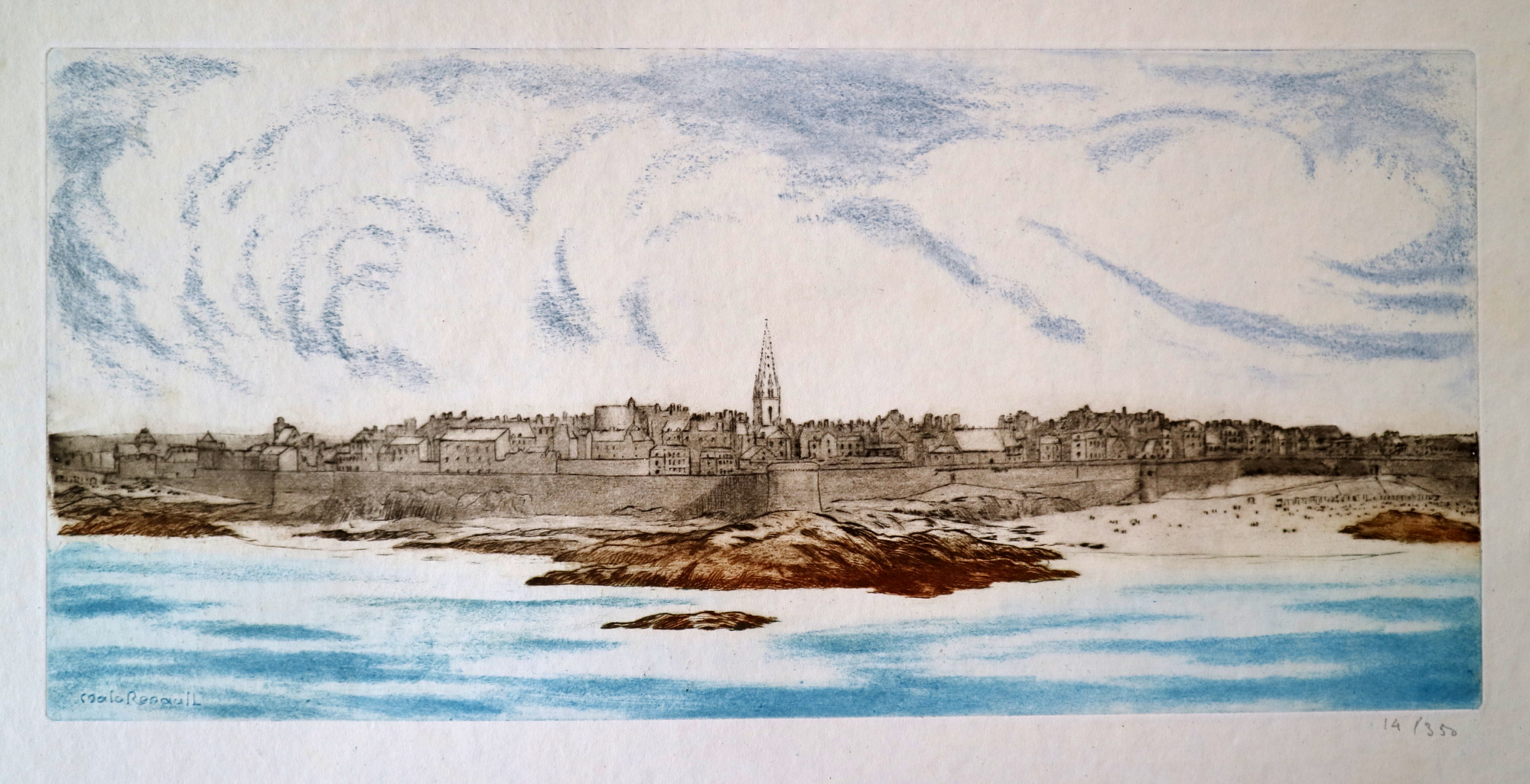
サン・マロの風景 (c.1910)
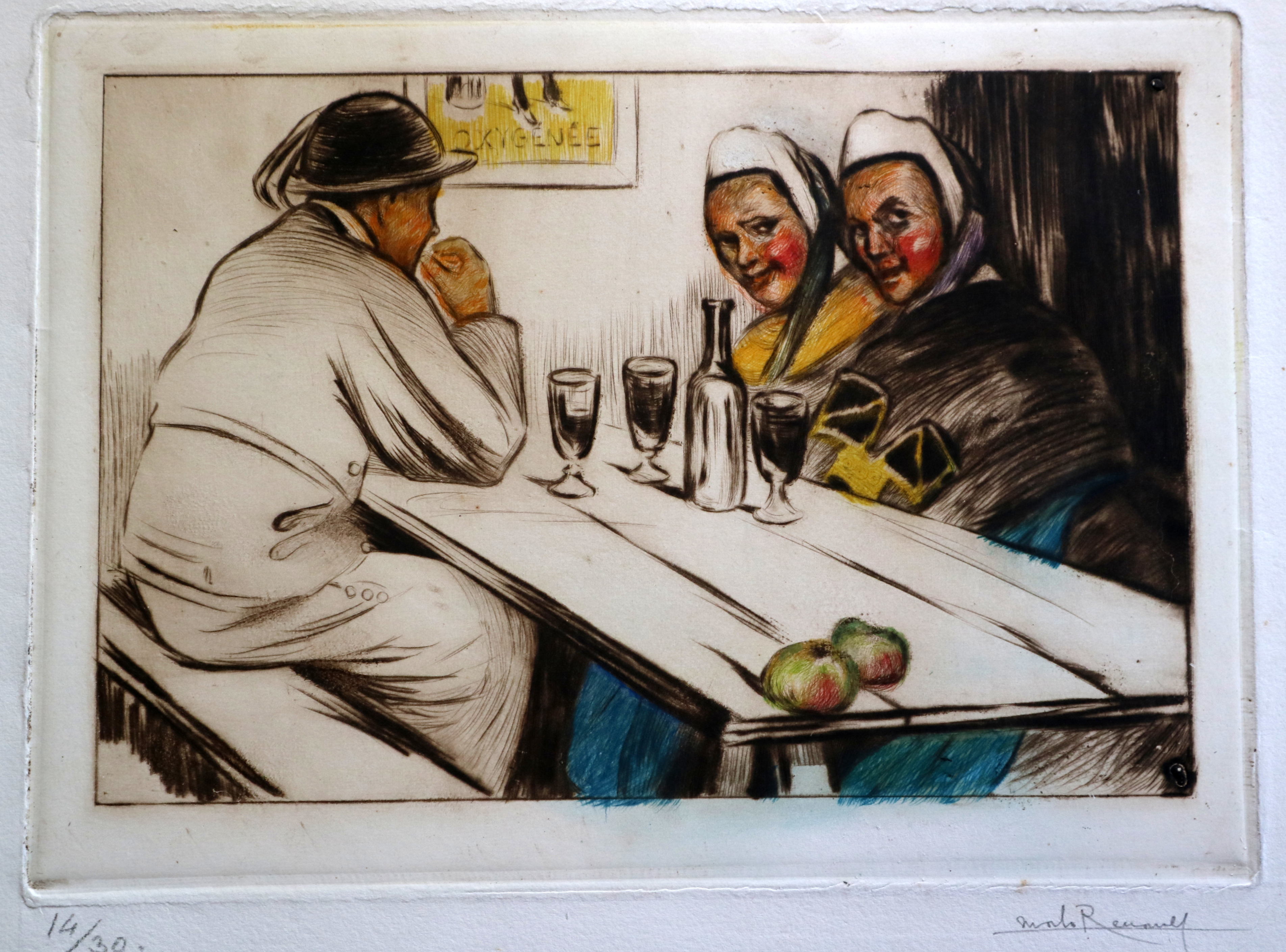
"Les Deux Pommes ou l’auberge" (1904)
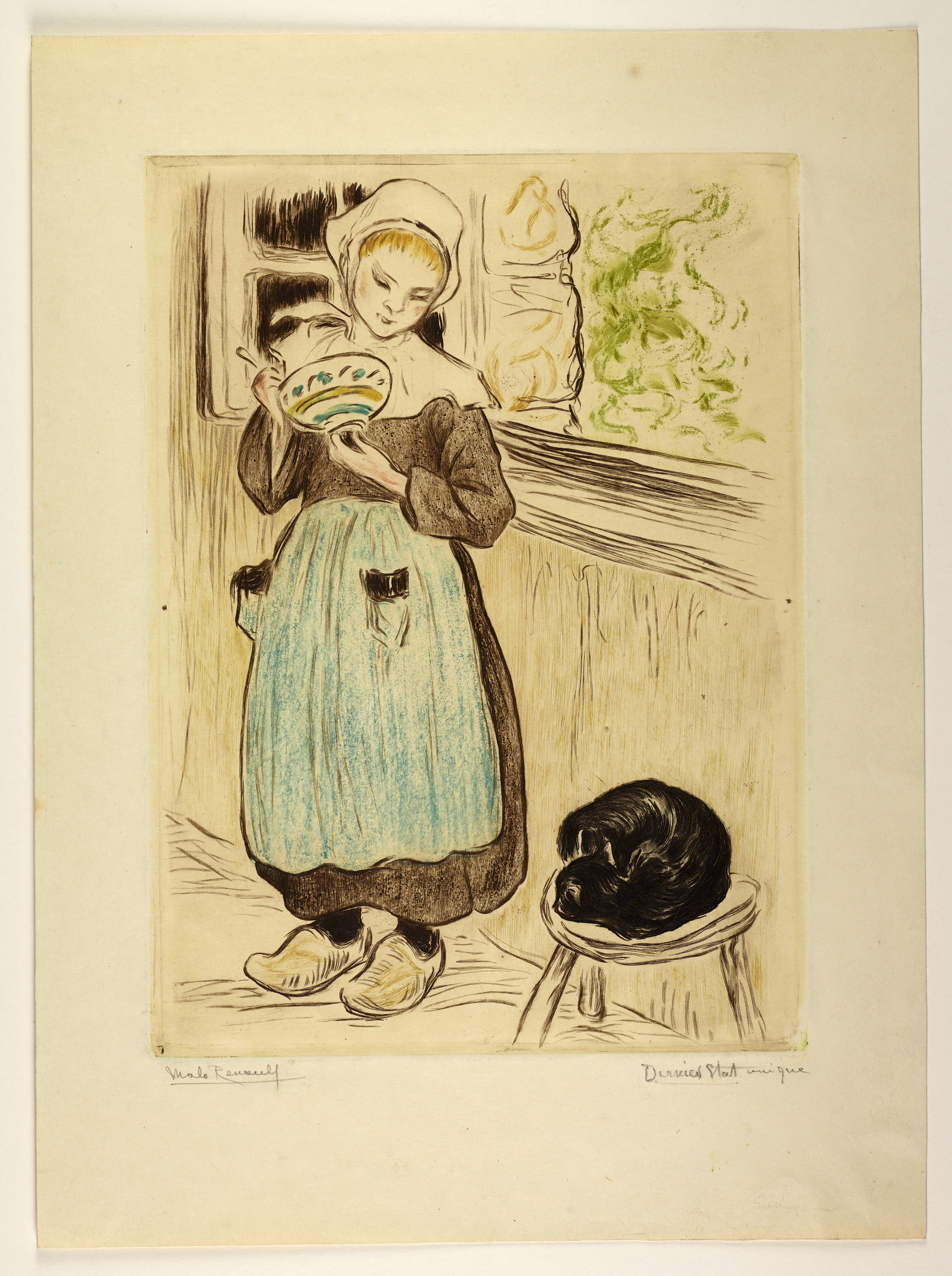
小さな猫 La Petite Chatte (1900)

イラスト

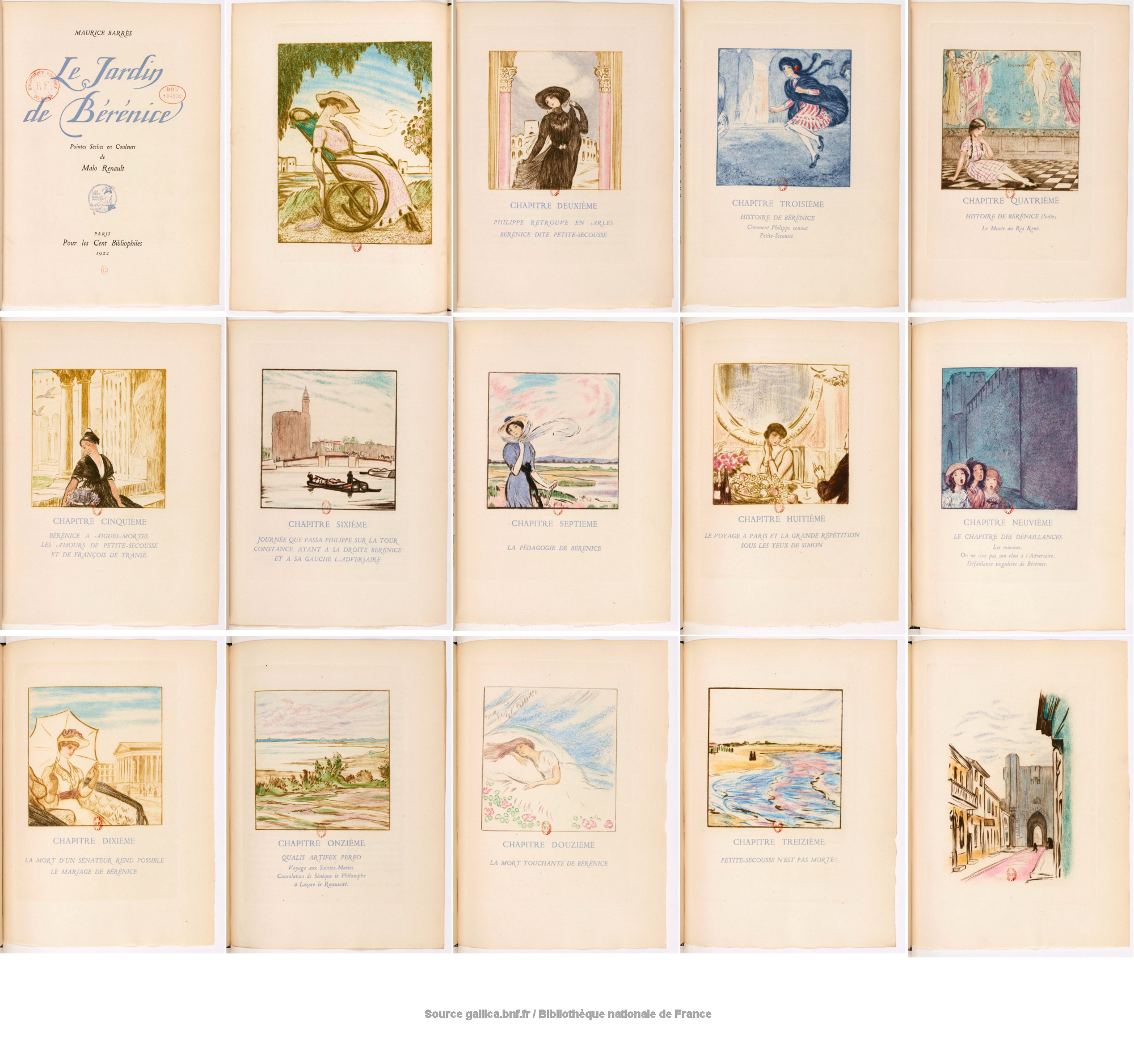
Le jardin de Bérénice, M. Barrès;
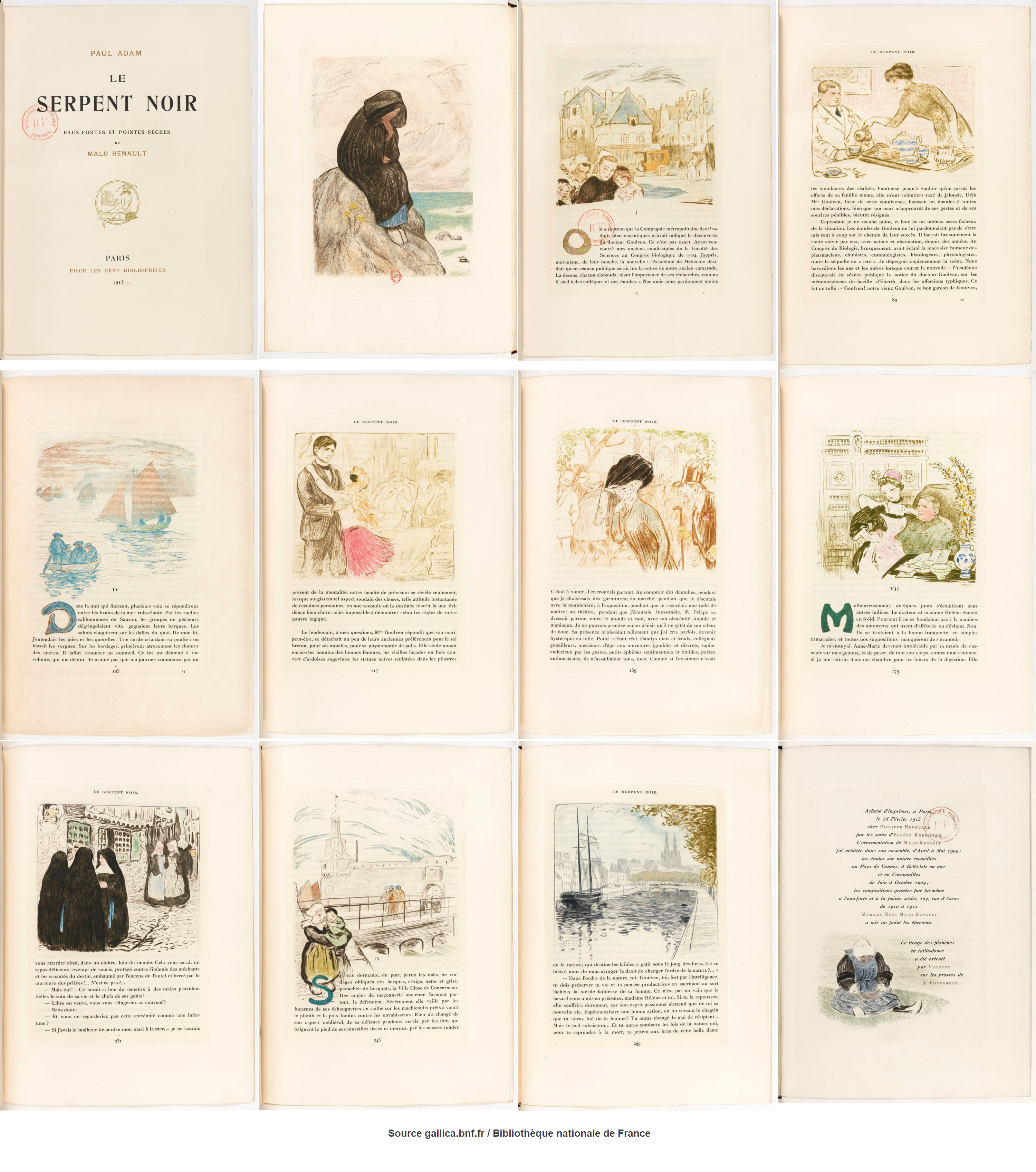
Le Serpent noir. Paul Adam
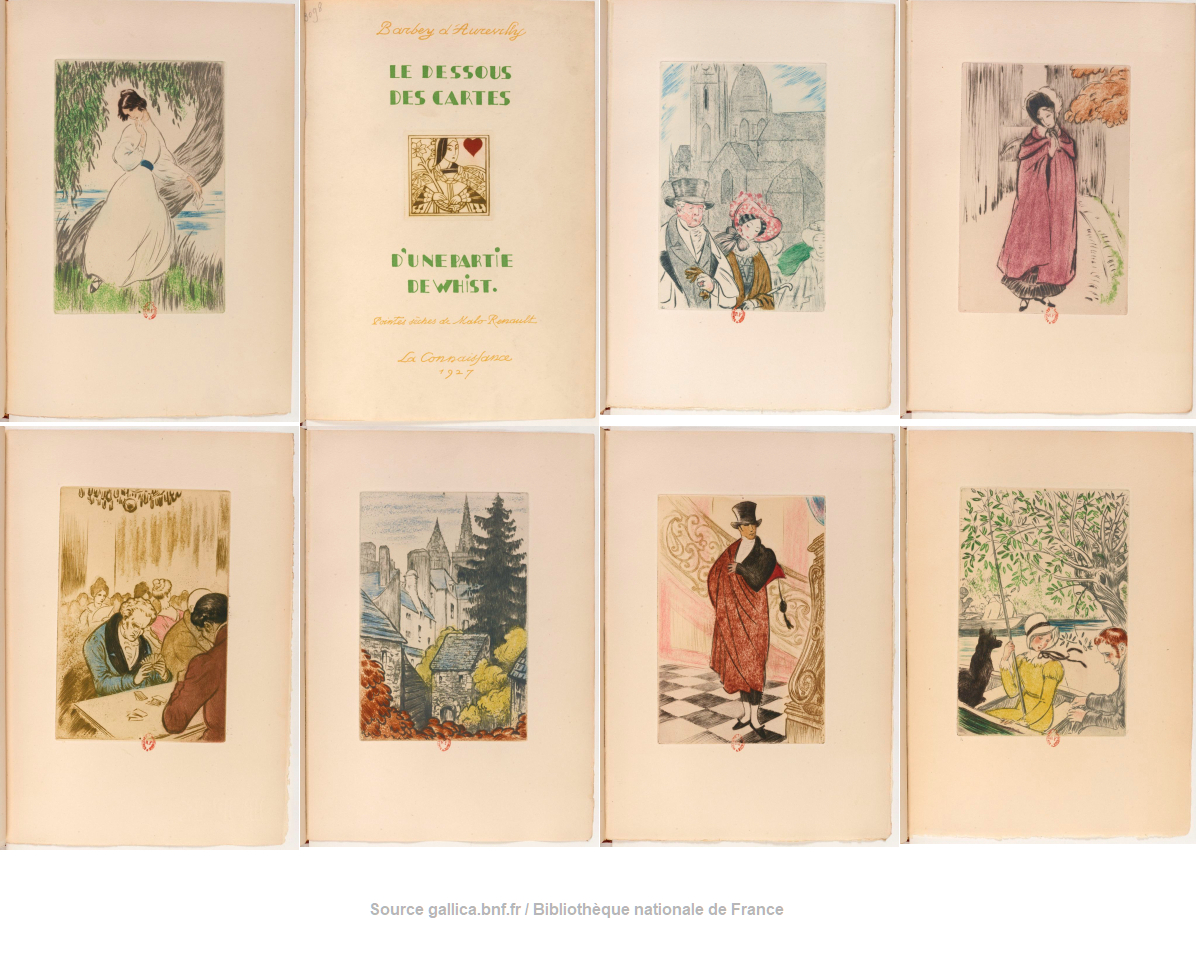
Dessous des cartes Whist. Jules Barbey d'Aurevilly